# 布罗克顿 (马萨诸塞州)
布罗克顿（英語：Brockton）位于美国马萨诸塞州东南部，是普利茅斯县的县治所在，面积55.9平方公里。根据2010年美国人口普查，共有93,810人，其中白人占46.7%、非裔美国人占31.2%、亚裔美国人占2.3%。